# إميليا جونز
إميليا أنيس آي جونز (بالإنجليزية: Emilia Jones)‏ (ولدت في 23 فبراير 2002) هي ممثلة بريطانية، ولدت بلندن في المملكة المتحدة. لعبت الدور الرئيسي لروبي روسي في الفيلم الحائز على جائزة الأوسكار كودا 2021 . حصلت على العديد من الجوائز، بما في ذلك جائزة نقابة ممثلي الشاشة وترشيح لجوائز الأكاديمية البريطانية للأفلام.
اشتهرت أيضًا بلعب دور كينزي لوك في سلسلة نتفليكس لوك أند كي (2020-2022)، وقد ظهرت في برنامج دكتور هو (2013) و يوتوبيا (2013-2014). تشمل أدوارها الرئيسية الأخرى في الفيلم بريستون (2016) و Ghostland & Two for Joy (كلاهما في 2018) و Horrible Historyories (2019). كما قدمت العديد من العروض المسرحية في ويست إند بلندن.

## النشأة
ولدت في لندن للمغني والمقدم الويلزي ألد جونز وزوجته الإنجليزية مؤدية السيرك كلير فوسيت. لديها أخ واحد أصغر اسمه لوكاس.

## الحياة المهنية
بدأت مسيرة جونز في التمثيل عام 2010، في سن الثامنة، عندما ظهرت في دور ياسمين في فيلم يوم واحد. صورت أليس في دراما القناة الرابعة يوتوبيا ،  وفي وقت لاحق من ذلك العام لعبت دور ملكة السنوات ميري ججيله في المسلسل التلفزيوني البريطاني دكتور هو حلقة «حلقات أخاتن» (2013). أشادت صحيفة بوسطن ستاندرد  بينما أشاد موقع Zap2It بأداء جونز  كان لها دور صغير في قراصنة الكاريبي: في بحار غريبة (2011). 

## وصلات خارجية
- إميليا جونز على موقع IMDb (الإنجليزية)
- إميليا جونز على موقع ألو سيني (الفرنسية)
- إميليا جونز على موقع ميوزك برينز (الإنجليزية)
- إميليا جونز على موقع أول موفي (الإنجليزية)
- إميليا جونز على موقع قاعدة بيانات الأفلام السويدية (السويدية)
- إميليا جونز على موقع أول ميوزيك (الإنجليزية)
- إميليا جونز على موقع قاعدة بيانات الفيلم (الإنجليزية)
- إميليا جونز على موقع كينوبويسك (الروسية)